# الجیدفیراه
ال-جیدفیراه یک منطقهٔ مسکونی در یمن است که در استان حضرموت واقع شده‌است.